# ديفيد ك. إي. بروس
ديفيد ك. إي. بروس (بالإنجليزية: David K. E. Bruce) هو محامي ودبلوماسي وسياسي أمريكي، ولد في 12 فبراير 1898 في بالتيمور في الولايات المتحدة، وتوفي في 5 ديسمبر 1977 في واشنطن العاصمة في الولايات المتحدة. حزبياً، نشط في الحزب الديمقراطي. وقد انتخب سفير وانتخب عضو مجلس النواب لولاية ماريلند.

## روابط خارجية
- ديفيد ك. إي. بروس على موقع مونزينجر (الألمانية)
- ديفيد ك. إي. بروس على موقع إن إن دي بي (الإنجليزية)